# Phaenognatha arrowi
Phaenognatha arrowi är en skalbaggsart som beskrevs av Peter Geoffrey Allsopp 1981. Phaenognatha arrowi ingår i släktet Phaenognatha och familjen Aclopidae. Inga underarter finns listade i Catalogue of Life.